# Bog Walk
Bog Walk is een plaats in Jamaica in de parish Saint Catherine. In 2010 woonden er 14.179 mensen. Bog Walk ligt aan de hoofdweg A1 tussen Kingston en Saint Ann's Bay.